# 青年の椅子
『青年の椅子』（せいねんのいす）は、1962年4月8日に公開された日活の映画である。監督は西河克己、主演は石原裕次郎。

## 配役
- 石原裕次郎: 高坂虎彦
- 芦川いづみ: 伊関十三子
- 芦田伸介: 日東電機工業常務
- 水谷良重: 矢部美沙子
- 山田吾一: 木瀬恒夫
- 高橋昌也: 田崎
- 谷村昌彦: 岡谷友吉
- 青木富夫: 愚連隊
- 矢頭健男: 愚連隊
- 小川虎之助: 矢部社長
- 大森義夫: 日東電機工業社長
- 三崎千恵子: 岡谷弘子
- 宮城千賀子: 料亭の女将
- 東野英治郎: 畑田元十郎
- 滝沢修: 菱山
- 宇野重吉: 湯浅

## スタッフ
- 監督 ： 西河克己
- 脚本 ： 松浦健郎
- 企画 ： 水の江滝子
- 原作 :  源氏鶏太
- 音楽 ：  池田正義
- 撮影 : 岩佐一泉
- 照明 : 藤林甲
- 録音 : 中村敏夫
- 美術 :  佐谷晃能
- 編集 : 鈴木晄
- 助監督 : 白鳥信一
- 色彩計測 : 小栗準之助
- 現像 : 東洋現像所
- 製作主任 : 森山幸晴
- スチール : 斎藤耕一
- 琉球舞踊 : みやらび社中
- 技斗 : 峰三平

## 併映作品
- 『キューポラのある街』